# 渡辺英樹愛用ベース型USBメモリー
『VoThM for Kyoko〜きょうこちゃんチャリティーミニアルバム - EPは、2014年10月24日発売のVoThMのミニ・アルバムである。

## 解説
- 2014年11月、拡張性心筋症の少女を支援する活動に参加。上記4曲を『VoThM for Kyoko〜きょうこちゃんチャリティーミニアルバム』として提供、収益を寄付する旨を発表。
- 少女は2015年1月にアメリカに渡航、5月に心臓移植手術を受けた。11月に帰国したのち普通の生活が出来るようリハビリを重ねているきょうこちゃんを救う会。少女は2015年1月にアメリカに渡航、5月に心臓移植手術を受けた。11月に帰国したのち普通の生活が出来るようリハビリを重ねている。
- オリジナルの他、英丸名義で発表した楽曲2曲も収録。
- CD盤は無く、USBメモリ（4GB）及びダウンロード(iTunesやAmazon.co.jp等)販売のみとなっている。
- USBメモリには、楽曲の他に仮リズム録り・仮歌入れ・ベース、ギター録音風景、メンバーインタビューの映像が収められている。
- USBメモリで発売された際はアルバムタイトルが無かったが、ダウンロード盤の方にアルバムタイトルが記載された。

## 収録曲
| #  | タイトル                 | 作詞     | 作曲     |
| -- | ------------------------ | -------- | -------- |
| 1. | 「Change」               | 渡辺英樹 | 丸山正剛 |
| 2. | 「それぞれ」             | 渡辺英樹 | 丸山正剛 |
| 3. | 「Wall」                 | 渡辺英樹 | 丸山正剛 |
| 4. | 「愛し合うために行こう」 | 渡辺英樹 | 丸山正剛 |

## 楽曲解説
1. Change
シングル『英丸』にも収録されている。
2. それぞれ
3. Wall
4. 愛し合うために行こう
シングル『英丸』にも収録されている。